# マッズ・ハンセン (2002年生のサッカー選手)
マッズ・クリスティアン・ハンセン（Mads Kristian Hansen, 2002年7月28日 - ）は、デンマークのプロサッカー選手。SKブラン所属。ポジションはフォワード、ミッドフィールダー。

## 経歴

### 幼少期
中央ユラン地域のイカストで生まれ育ち、幼い頃からミッティランのファンであった。地元のクラブであるイカストの下部組織に入団し、13歳以下のチームでキャリアをスタートさせた。

### クラブ
19歳以下のリーグで得点王となった後、2020年7月28日、18歳の誕生日にトップチームと初のプロ契約を交わし、2025年までクラブに在籍することとなった。19歳以下のリーグで23試合に出場し、19ゴール11アシストで、ミッティランのU-19最優秀選手に選ばれた。
2021年夏、トップチームに昇格。新監督に就任したボー・ヘンリクセンの指揮のもと、UEFAチャンピオンズリーグ予選ラウンドのセルティック戦でプロデビュー。それから数日後、ライヴァルクラブであるヴィボー戦でジュニオール・ブルマードとの交代で途中出場し、スーペルリーガデビュー。10月24日、スナユスケ戦の後半アディショナルタイムにプロ初ゴールを挙げ、これが決勝点となり3-2での勝利に貢献した。
2022年2月1日、2026年6月までの契約での契約でノアシェランに移籍。2月20日、リーグ第18節のブレンビー戦に先発出場し、移籍後初出場。3月7日、リーグ第20節のオーフス戦で移籍後初ゴールを挙げた。
2025年1月18日、4年契約でノルウェーのブランに移籍。

### 代表
2019年以降、デンマークの各世代別代表に選出され、UEFA U-17欧州選手権予選などを戦った。2020年9月3日、ドイツ戦でU-19代表デビュー。

## 個人成績
| 国内大会個人成績 | 国内大会個人成績 | 国内大会個人成績 | 国内大会個人成績 | 国内大会個人成績 | 国内大会個人成績 | 国内大会個人成績 | 国内大会個人成績 | 国内大会個人成績 | 国内大会個人成績 | 国内大会個人成績 | 国内大会個人成績 |
| 年度             | クラブ           | 背番号           | リーグ           | リーグ戦         | リーグ戦         | リーグ杯         | リーグ杯         | オープン杯       | オープン杯       | 期間通算         | 期間通算         |
| 年度             | クラブ           | 背番号           | リーグ           | 出場             | 得点             | 出場             | 得点             | 出場             | 得点             | 出場             | 得点             |
| デンマーク       | デンマーク       | デンマーク       | デンマーク       | リーグ戦         | リーグ戦         | リーグ杯         | リーグ杯         | オープン杯       | オープン杯       | 期間通算         | 期間通算         |
| ---------------- | ---------------- | ---------------- | ---------------- | ---------------- | ---------------- | ---------------- | ---------------- | ---------------- | ---------------- | ---------------- | ---------------- |
| 2021-22          | ミッティラン     | 48               | スーペルリーガ   | 7                | 1                | -                | -                | 2                | 0                | 9                | 1                |
| 2021-22          | ノアシェラン     | 48               | スーペルリーガ   | 15               | 2                | -                | -                | -                | -                | 15               | 2                |
| 2022-23          | ノアシェラン     | 11               | スーペルリーガ   | 26               | 2                | -                | -                | 5                | 3                | 31               | 5                |
| 2023-24          | ノアシェラン     | 11               | スーペルリーガ   | 19               | 2                | -                | -                | 3                | 0                | 22               | 2                |
| 2024-25          | ノアシェラン     | 11               | スーペルリーガ   | 10               | 1                | -                | -                | 1                | 0                | 11               | 1                |
| ノルウェー       | ノルウェー       | ノルウェー       | ノルウェー       | リーグ戦         | リーグ戦         | リーグ杯         | リーグ杯         | ノルウェー杯     | ノルウェー杯     | 期間通算         | 期間通算         |
| 2025             | ブラン           | 7                | エリテセリエン   |                  |                  | -                | -                |                  |                  |                  |                  |
| 通算             | デンマーク       | デンマーク       | スーペルリーガ   | 77               | 8                | -                | -                | 11               | 3                | 88               | 11               |
| 通算             | ノルウェー       | ノルウェー       | エリテセリエン   |                  |                  | -                | -                |                  |                  |                  |                  |
| 総通算           | 総通算           | 総通算           | 総通算           | 77               | 8                | 0                | 0                | 11               | 3                | 88               | 11               |